# Liste de styles musicaux
Cet article dresse une liste alphabétique de styles musicaux.
A 
- Acid blues
- Acid breaks
- Acid house
- Acid jazz
- Acid rock
- Acid techno
- Acid trance
- Acidcore
- Adult contemporary
- Afrobeat
- Afrobeats
- Afropop
- Afrotrap
- Aguinaldo
- Allaoui
- Amapiano
- Ambient
- Ambient house
- Ambient jungle
- Ambient techno
- Americana
- Anarcho-punk
- Anti-folk
- Apala
- Arena rock
- Ars antiqua
- Ars nova
- Art punk
- Art rock
- Ars subtilior
- Austropop
- Avant-funk
- Avant-garde jazz
- Avant-prog
- Avanthop
- Axé

## B
- Bachata
- Bachatango
- Baggy
- Baguala
- Baião
- Baila
- Baile funk
- Bakersfield sound
- Balearic beat
- Balearic trance
- Ballade
- Ballet
- Baltimore club
- Bambuco
- Barbershop
- Bass music
- Bassline
- Batucada
- Bay Area thrash metal
- Beat
- Beatbox
- Beiguan
- Benga
- Bebop
- Berceuse
- Big band
- Big beat
- Big room house
- Biguine
- Bikutsi
- Black metal
- Black metal dépressif (DBM)
- Black metal norvégien
- Black metal symphonique
- Bluegrass
- Blues
- Blues africain
- Blues électrique
- Blues rock
- Blues touareg
- Blues traditionnel
- Boléro
- Bongo Flava
- Boogaloo
- Boogie-woogie
- Bossa nova
- Bounce music
- braindance
- Brass band
- Breakbeat
- Breakbeat hardcore
- Breakcore
- Britpop
- Broken beat
- Brutal death metal
- Bubblegum pop
- Bubblegum dance

## C
- C86
- C-pop
- Calypso
- Cantopop
- Cello rock
- Cha-cha-cha
- Chaâbi algérien
- Chaâbi marocain
- Changüí
- Chanson française
- Chant grégorien
- Chicago blues
- Chicago house
- Chill-out
- Chillstep
- Chillwave
- Chiptune (ou musique 8-bit)
- City pop
- Classic rag
- Cloud rap
- Cold wave
- College rock
- Combat folk
- Complainte
- Complextro
- Concerto
- Conte musical
- Contradanza
- Cool jazz
- Country
- Country alternative
- Country folk
- Country néo traditionnelle
- Country pop
- Country rap
- Country rock
- Country soul
- Coupé-décalé
- Cowpunk
- Crossover
- Crossover thrash
- Crunk
- Crunk'n'b
- Crunkcore
- Crust punk
- Cumbia

## D
- D-beat
- Dance
- Dance-pop
- Dance-punk
- Dance-rock
- Dancehall
- Dangdut
- Danzón
- Dark ambient
- Dark jazz
- Dark metal
- Dark psytrance
- Dark wave
- Dark wave néo-classique
- Darkcore (ou darkside)
- Darkcore (ou doomcore)
- Darkstep
- Death-doom
- Death metal
- Death metal mélodique
- Death metal technique
- Death 'n' roll
- Death rock
- Deathcore
- Deathcountry
- Deathgrind
- Deep house
- Deepkho
- Delta blues
- Detroit blues
- Digital hardcore
- Dirty South
- Disco
- Disco house
- Disco polo
- Diva house
- Dixieland
- Djent
- Doo-wop
- Doom metal
- Downtempo
- Dream pop
- Dream trance
- Drill
- Drill and bass
- Drone
- Drum and bass
- Drumfunk
- Drumstep
- Dub
- Dub poetry
- Dub techno
- Dubstep
- Dubstyle
- Dunedin sound
- Dungeon synth
- Dutch house

## E
- Early hardcore
- Early reggae
- Easycore
- Electro
- Electro house
- Electro swing
- Electroclash
- Electrotango
- Électro-industriel
- Electronic body music (EBM)
- Electronic dance music (EDM)
- Electronica
- Electronicore
- Emo
- Emo pop
- Éthio-jazz
- Ethno-jazz
- Euro disco
- Eurobeat
- Eurodance
- Europop
- Extratone

## F
- Fado
- Fanfare
- Fidget house
- Filin
- Flamenco
- Folk
- Folk metal
- Folk progressif
- Folk psychédélique
- Folk rock
- Folktronica
- Freakbeat
- Free jazz
- Freeform hardcore
- Freestyle
- French touch
- Frenchcore
- Fun-punk
- Funk
- Funk rock
- Funk metal
- Funktronica
- Funky house
- Future bass
- Future garage
- Future house

## G
- G-funk
- Gabber
- Gaelic punk
- Gangsta rap
- Garage house
- Garage punk
- Garage rock
- Geek rock
- Ghetto house
- Ghettotech
- Glam metal
- Glam punk
- Glam rock
- Glitch
- Glitch-hop
- Goregrind
- Gospel
- Gospel blues
- Gothabilly
- Gqom
- Grebo
- Grime
- Grindcore
- Grindie
- Groove metal
- Grunge
- Guajira
- Guaracha
- Gypsy punk

## H
- Handsup
- Happy gabber
- Happy hardcore
- Hard bop
- Hard house
- Hard rock
- Hard trance
- Hardbag
- Hardbass
- Hardcore chrétien
- Hardcore mélodique
- Hardstep
- Hardstyle
- Hardtechno
- Harsh noise
- Harsh noise wall (HNW)
- Heartland rock
- Heavy metal
- Heavy metal traditionnel
- Hi-NRG
- Highlife
- Hip-hop
- Hip-hop alternatif
- Hip-hop australien
- Hip-hop chrétien
- Hip-hop expérimental
- Hip-hop old-school
- Hip-hop orchestral
- Hip-hop psychédélique
- Hip-hop sud-coréen
- Hip-house
- Hiplife
- Hipster-hop
- Honky tonk
- Honkyoku
- Horror punk
- Horrorcore
- House music
- House progressive
- Hybrid trap
- Hyperpop

## I
- Illbient
- Indie dance
- Indie folk
- Industrial hardcore
- Intelligent dance music (IDM)
- Italo dance
- Italo disco
- Italo house

## J
- J-core
- J-pop
- J-rock
- Jangle pop
- Jazz
- Jazz afro-cubain
- Jazz blues
- Jazz-funk
- Jazz fusion (ou jazz-rock)
- Jazz manouche
- Jazz modal
- Jazz Nouvelle-Orléans
- Jazz punk
- Jazz rap
- Jazz vocal
- Jazz West Coast
- Jazzstep
- Jiuta
- Jump blues
- Jump-up
- Jumpstyle
- Jungle

## K
- K-pop
- Kaneka
- Kansas City blues
- Kasékò
- Kawaii metal
- Kizomba
- Klezmer
- Kompa
- Krautrock
- Kuduro
- Kwaito
- k-rock

## L
- Latin house
- Latin jazz
- Latin metal
- Lento violento
- Léròl
- Liquid funk
- Livetronica
- Lo-fi
- Logobi
- Louisiana blues
- Lounge
- Luk thung

## M
- Madchester
- Mainstream jazz
- Mainstream hardcore
- Makina
- Makossa
- Maloya
- Mambo
- Mandopop
- Mangue beat
- Marche
- Mashup
- Math rock
- Mathcore
- Mbalax
- Medieval rock
- Memphis blues
- Merengue
- Merenhouse
- Metal alternatif
- Metal avant-gardiste
- Metal celtique
- Metal chrétien
- Metal extrême
- Metal gothique
- Metal industriel
- Metal néo-classique
- Metal oriental
- Metal progressif
- Metal symphonique
- Metalcore
- Metalcore mélodique
- Mgodro
- Miami bass
- Microhouse
- Midwest rap
- Milonga
- Minneapolis sound
- Min'yō
- Moombahcore
- Moombahton
- Mozambique
- Murga
- Musette
- Música popular brasileira (MPB)
- Musique acadienne
- Musique acoustique
- Musique aléatoire
- Musique alternative
- Musique ancienne
- Musique arabo-andalouse
- Musique baroque
- Musique bretonne
- Musique bruitiste (ou noise music)
- Musique cadienne (ou musique Cajun)
- Musique celtique
- Musique chrétienne contemporaine (ou CCM)
- Musique classique
- Musique concrète (ou acousmatique)
- Musique cubaine
- Musique de jeu vidéo
- Musique de variétés
- Musiques du monde
- Musique électroacoustique
- Musique électronique
- Musique émergente
- Musique expérimentale
- Musique gothique
- Musique industrielle
- Musique instrumentale
- Musique irlandaise
- Musique japonaise
- Musique latine
- Musique LGBT
- Musique minimaliste
- Musique mixte
- Musique post-industrielle
- Musique progressive
- Musique romantique
- Musique sérielle
- Musique spectrale

## N
- Nardcore
- Nashville sound
- National socialist black metal (NSBM)
- Nazi punk
- Nederpop
- Negro spiritual
- Néo-bop
- Néo-classicisme
- Neo-psychedelia
- Neo soul
- Néo-trad
- Néofolk
- Nerdcore
- Neue Deutsche Härte
- Neue Deutsche Welle
- Neurofunk
- New age
- New beat
- New jack swing
- New prog
- New wave
- New wave of American heavy metal (NWOAHM)
- New wave of British heavy metal (NWOBHM)
- New York blues
- New York hardcore
- Nightcore
- Nightstep
- Nintendocore
- Nocturne
- Nouveau flamenco
- No wave
- Noise pop
- Noise rock
- Northern soul
- Nu-disco
- Nu gaze
- Nu-NRG
- Nu jazz
- Nu metal
- Nueva trova

## O
- Oi!
- Old-time
- Opéra
- Opéra-rock
- Oratorio
- Outlaw country

## P
- Pachanga
- Paisley Underground
- Palm-wine music
- Paso doble
- Philadelphia soul
- Phonk
- Piano blues
- Piano rock
- Piano stride
- Piedmont blues
- Pirate metal
- Polonaise
- Pop
- Pop alternative
- Pop baroque
- Pop indépendante
- Pop latino
- Pop metal
- Pop progressive
- Pop psychédélique
- Pop punk
- Pop-rap
- Pop rock
- Pornogrind
- Post-bop
- Post-disco
- Post-grunge
- Post-hardcore
- Post-metal
- Post-punk
- Post-rock
- Power ballad
- Power metal
- Power pop
- Powerviolence
- Prélude
- Progressive psytrance
- Protopunk
- Psychobilly
- Pub rock
- Punk blues
- Punk celtique
- Punk chrétien
- Punk folk
- Punk hardcore (ou hardcore)
- Punk rock
- Punta rock
- Punto guajiro
- Paghjella

## Q
- Queercore
- Quiet storm

## R
- Rabiz
- Raga rock
- Ragga
- Ragtime
- Raï
- Raï'n'B
- Rap
- Rap East Coast
- Rap hardcore
- Rap metal
- Rap politique
- Rap rock
- Rap West Coast
- Rapcore
- Rave
- Rawstyle
- Rebetiko
- Red dirt
- Reggada
- Reggae
- Reggae fusion
- Reggaeton
- Rhapsodie
- Rhythm and blues
- Riot grrrl
- RnB alternatif
- RnB contemporain
- Rock
- Rock alternatif
- Rock alternatif latino
- Rock anticommuniste (RAC)
- Rock argentin
- Rock brésilien
- Rock canadien
- Rock celtique
- Rock chilien
- Rock chinois
- Rock chrétien
- Rock communiste
- Rock électronique
- Rock en espagnol
- Rock expérimental
- Rock gothique
- Rock identitaire français (RIF)
- Rock in opposition
- Rock indépendant
- Rock industriel
- Rock instrumental
- Rock 'n' roll
- Rock néo-progressif
- Rock progressif
- Rock progressif espagnol
- Rock progressif français
- Rock progressif italien
- Rock psychédélique
- Rock sudiste
- Rock suédois
- Rock symphonique
- Rock turc
- Rock wagnérien
- Rockabilly
- Rocksteady
- Rondo
- Roots rock
- Rumba
- Rumba catalane
- Rumba congolaise
- Rumba flamenca

## S
- Sadcore
- Saint Louis blues
- Salegy
- Salsa
- Salsa-ragga
- Salsaton
- Samba
- Samba funk
- Samba jazz
- Samba-reggae
- Samba rock
- Sambass
- Sankyoku
- Scherzo
- Schlager
- Schranz
- Screamo
- Séga
- Seggae
- Semba
- Shatta
- Shibuya-kei
- Shock rock
- Shoegazing
- Ska
- Ska-jazz
- Skacore
- Ska punk
- Skate punk
- Skiffle
- Slam
- Slow
- Slow fox (ou foxtrot)
- Slowcore
- Sludge metal
- Smooth jazz
- Snap
- Soca
- Soft rock
- Son cubain
- Sonate
- Songo
- Sophisti-pop
- Soukous
- Soul
- Soul blues
- Soul jazz
- Soul progressive
- Soul psychédélique
- Southern gospel
- Southern soul
- Space age pop
- Space rock
- Speed garage
- Speed metal
- Speedcore
- Splittercore
- Stoner rock
- Street punk
- Sunshine pop
- Surf
- Swamp blues
- Swamp pop
- Swing
- Symphonie
- Synthpop (ou electropop ou technopop)
- Synthpunk (ou electropunk)
- Synthwave

## T
- T-pop
- Tango
- Tango nuevo
- Taqwacore
- Tarentelle
- Tech house
- Tech trance
- Techno
- Techno de Détroit
- Techno hardcore
- Techno minimale
- Techstep
- Tecno-brega
- Tecno rumba
- Teen pop
- Terrorcore
- Texas blues
- Thrash metal
- Thrash metal allemand
- Thrashcore
- Timba
- Toccata
- Trallpunk
- Trance
- Trance Goa
- Trance psychédélique
- Trance vocale
- Trap
- Tribal house
- Tribe
- Trip hop
- Tropical house
- Tropipop
- Tumba francesa
- Twarab (ou taarab)
- Twee pop

## U
- UK garage
- UK hardcore
- Unblack metal
- Uplifting trance
- uptempo

## V
- Vaporwave
- Viking metal
- Visual kei
- Vocal house

## W
- West Coast blues
- Western Swing
- Witch house
- Wizard rock
- Wonky
- Wonky pop
- World music

## Y
- Yéla
- Yéyé
- Youth crew

## Z
- Zarico (ou zydeco)
- Zeuhl
- Ziglibithy
- Zouglou
- Zouk
- Zumba

## 0-9
- 2-step garage
- 2 tone